# ماركوس باولو ألفيس
ماركوس باولو ألفيس (بالبرتغالية: Marcos Paulo Alves‏) (مواليد 11 مايو 1977) هو لاعب كرة قدم. يلعب مع منتخب البرازيل لكرة القدم منذ عام 1999.

## وصلات خارجية
- ماركوس باولو ألفيس على موقع الاتحاد الدولي (مؤرشف)  (الإنجليزية)
- ماركوس باولو ألفيس على موقع اتحاد أوكرانيا (الإنجليزية)
- ماركوس باولو ألفيس على موقع رابطة كرة القدم اليابانية للمحترفين (اليابانية)
- ماركوس باولو ألفيس على موقع قاعدة بيانات كرة القدم.إي يو (الإنجليزية)
- ماركوس باولو ألفيس على موقع ناشيونال فوتبول تيمز (الإنجليزية)
- ماركوس باولو ألفيس على موقع Soccerway.com (الإنجليزية)
- ماركوس باولو ألفيس على موقع عالم كرة القدم.نت (الإنجليزية)
- ماركوس باولو ألفيس على موقع أوليمبيديا (الإنجليزية)
- National Football Teams